# Gabriel Sloyer
Gabriel Sloyer (Long Island, New York) is een Amerikaanse acteur. Hij is het meest bekend door zijn rol in het computerspel Red Dead Redemption 2 van Rockstar Games uit 2018, waar hij de motion capture en de stem van Javier Escuella verzorgt. Ook heeft Sloyer in het computerspel, ook van Rockstar Games, Grand Theft Auto V gespeeld, waar Sloyer de stem van Oscar Guzman verzorgd. Daarnaast heeft Sloyer ook in de Netflix-serie Orange Is the New Black gespeeld, waar hij de rol van Felipe heeft. In 2024 speelt hij in de populaire Netflix- serie Griselda als partner van haar, nadat hij haar en dat van haar zoon het leven heeft bespaard. 

## Filmografie

### Films
Inclusief korte films
| Jaar | Titel                               | Rol       |
| ---- | ----------------------------------- | --------- |
| 2010 | Department of Homeland (in)Security | Carlos    |
| 2015 | Straight Outta Tompkins             | Antonio   |
| 2015 | Stealing Chanel                     | Pico      |
| 2015 | Daniel. Noah.                       | Daniel    |
| 2016 | Lullaby                             | Danny     |
| 2017 | With Children                       | Matthew   |
| 2017 | Cocked and Locked                   | Rol       |
| 2017 | Brawl in Cell Block 99              | M.P.V.    |
| 2017 | Alina                               | Santo     |
| 2018 | Breaking Brooklyn                   | Castro    |
| 2018 | Murder at the Mansion               | Sebastian |
| 2019 | Last Ferry                          | Dr. Anabi |
| 2019 | All In                              | Peppi     |
| 2019 | 39 and a Half                       | Jorge     |

### Series
| Jaar | Titel                          | Rol                  |
| ---- | ------------------------------ | -------------------- |
| 2013 | Parker & Steve                 | Clarence             |
| 2013 | Pushing Dreams                 | Gary                 |
| 2015 | Limitless                      | Marco Ramos          |
| 2015 | The Blacklist                  | Gabriel Costa        |
| 2015 | Jessica Jones                  | Trainer              |
| 2015 | Adrenaline III                 | Brain Lang           |
| 2016 | I Love You... But I Lied       | Graham Logan         |
| 2016 | Power                          | Hugo                 |
| 2017 | Narcos                         | Manuel de Dios Unane |
| 2017 | Noches con Platanito           | Meerdere Rollen      |
| 2018 | Orange Is the New Black        | Felipe               |
| 2019 | Alternatino with Arturo Castro | Luis                 |
| 2020 | Emergence                      | Francis              |
| 2024 | Griselda                       | Diaz                 |

### Computerspellen
| Jaar | Titel                 | Rol             |
| ---- | --------------------- | --------------- |
| 2013 | Grand Theft Auto V    | Oscar Guzman    |
| 2018 | Red Dead Redemption 2 | Javier Escuella |